# Osumacinta
La città di Osumacinta è a capo dell'omonimo comune, nello stato del Chiapas, Messico. Conta 1 810 abitanti secondo le stime del censimento del 2005 e le sue coordinate sono 16°56'N 93°05'W.

Dal 1983, in seguito alla divisione del Sistema de Planeación, è ubicata nella regione economica I: CENTRO.

## Toponimia
Osumacinta significa "pendio delle scimmie".